# Campionati mondiali juniores di biathlon 2026
I Campionati mondiali juniores di biathlon 2026, manifestazione organizzata dalla International Biathlon Union, si terranno ad Arber, in Germania, dal 28 febbraio all'8 marzo. Il programma include gare di sprint, individuale, partenza in linea e staffetta, sia maschili sia femminili, e di staffetta mista; oltre alle gare della categoria "juniores" (fino ai 21 anni) si disputeranno anche quelle della categoria "giovani" (fino ai 19 anni).

## Categoria juniores

### Risultati

#### Uomini

##### Individuale
| Pos. | Atleta | Nazione |
| ---- | ------ | ------- |
| 1    |        |         |
| 2    |        |         |
| 3    |        |         |
| 4    |        |         |
| 5    |        |         |
| 6    |        |         |
| 7    |        |         |
| 8    |        |         |
| 9    |        |         |
| 10   |        |         |

Data: 1º marzo

Ore: 10.30 (UTC+1)

##### Sprint
| Pos. | Atleta | Nazione |
| ---- | ------ | ------- |
| 1    |        |         |
| 2    |        |         |
| 3    |        |         |
| 4    |        |         |
| 5    |        |         |
| 6    |        |         |
| 7    |        |         |
| 8    |        |         |
| 9    |        |         |
| 10   |        |         |

Data: 4 marzo

Ore: 10.30 (UTC+1)

##### Partenza in linea
| Pos. | Atleta | Nazione |
| ---- | ------ | ------- |
| 1    |        |         |
| 2    |        |         |
| 3    |        |         |
| 4    |        |         |
| 5    |        |         |
| 6    |        |         |
| 7    |        |         |
| 8    |        |         |
| 9    |        |         |
| 10   |        |         |

Data: 6 marzo

Ore: 10.30 (UTC+1)

##### Staffetta
| Pos. | Nazione | Atleti |
| ---- | ------- | ------ |
| 1    |         |        |
| 2    |         |        |
| 3    |         |        |
| 4    |         |        |
| 5    |         |        |
| 6    |         |        |
| 7    |         |        |
| 8    |         |        |
| 9    |         |        |
| 10   |         |        |

Data: 8 marzo

Ore: 10.30 (UTC+1)

#### Donne

##### Individuale
| Pos. | Atleta | Nazione |
| ---- | ------ | ------- |
| 1    |        |         |
| 2    |        |         |
| 3    |        |         |
| 4    |        |         |
| 5    |        |         |
| 6    |        |         |
| 7    |        |         |
| 8    |        |         |
| 9    |        |         |
| 10   |        |         |

Data: 1º marzo

Ore: 14.30 (UTC+1)

##### Sprint
| Pos. | Atleta | Nazione |
| ---- | ------ | ------- |
| 1    |        |         |
| 2    |        |         |
| 3    |        |         |
| 4    |        |         |
| 5    |        |         |
| 6    |        |         |
| 7    |        |         |
| 8    |        |         |
| 9    |        |         |
| 10   |        |         |

Data: 4 marzo

Ore: 14.30 (UTC+1)

##### Partenza in linea
| Pos. | Atleta | Nazione |
| ---- | ------ | ------- |
| 1    |        |         |
| 2    |        |         |
| 3    |        |         |
| 4    |        |         |
| 5    |        |         |
| 6    |        |         |
| 7    |        |         |
| 8    |        |         |
| 9    |        |         |
| 10   |        |         |

Data: 6 marzo

Ore: 11.30 (UTC+1)

##### Staffetta
| Pos. | Nazione | Atlete |
| ---- | ------- | ------ |
| 1    |         |        |
| 2    |         |        |
| 3    |         |        |
| 4    |         |        |
| 5    |         |        |
| 6    |         |        |
| 7    |         |        |
| 8    |         |        |
| 9    |         |        |
| 10   |         |        |

Data: 8 marzo

Ore: 14.30 (UTC+2)

#### Misto

##### Staffetta
| Pos. | Nazione | Atleti |
| ---- | ------- | ------ |
| 1    |         |        |
| 2    |         |        |
| 3    |         |        |
| 4    |         |        |
| 5    |         |        |
| 6    |         |        |
| 7    |         |        |
| 8    |         |        |
| 9    |         |        |
| 10   |         |        |

Data: 2 marzo

Ore: 14.45 (UTC+1)